# Zoeloe (taal)
Zoeloe (Zoeloe: isiZulu) is een taal van de Zoeloes met ongeveer 12 miljoen sprekers, waarvan de grote meerderheid (meer dan 95%) in Zuid-Afrika woont. Het Zoeloe is de taal die het meest gesproken wordt in Zuid-Afrika en werd aan het eind van de apartheid een van Zuid-Afrika's twaalf officiële talen.
Het Zoeloe maakt deel uit van de Ngunisubfamilie van de Bantoe-familie van talen. Karakteristiek is het gebruik van kliks. Dit kenmerk wordt gedeeld met verschillende andere talen in Zuidelijk Afrika. Er zijn drie basiskliks in het Zoeloe:
- c - dentaal
- q - alveolair
- x - lateraal

Deze kunnen op verschillende manieren worden gerealiseerd, bijvoorbeeld met aspiratie en genasaliseerd, en zo zijn er 15 verschillende klikgeluiden in het Zoeloe. Net zoals in het nauw verwante Xhosa spelen de woordklassen van het Proto-Bantu en hun voorvoegsels een sleutelrol in de grammatica.
De geschreven vorm van de taal wordt gereguleerd door het Zulu Language Board van KwaZoeloe-Natal.

## Boeken
- Teach Yourself Zulu, Arnett Wilkes. ISBN 0-07-143442-9

Afrikaans · Engels · Noord-Sotho · Swazi · Tsonga · Tswana · Venda · Xhosa · Zoeloe · Zuid-Ndebele · Zuid-Sotho 
 Nederlands (tot 1984)